# فهرست محاصره‌های کابل
در زیر فهرستی از محاصره‌های کابل، پایتخت افغانستان آمده است.

## محاصره
| تاریخ     | مهاجمان                    | مدافعان                    | نیروهای مورد استفاده | نتیجه[A] | منبع              |
| --------- | -------------------------- | -------------------------- | -------------------- | -------- | ----------------- |
| ۱۸۴۲      | امپراتوری بریتانیا         | امارت افغانستان            | نیروی دریایی و زمین  | ناموفق   | [ ۱ ]             |
| ۱۸۷۹      | امپراتوری بریتانیا         | امارت افغانستان            | نیروی دریایی و زمین  | ناموفق   | [ ۱ ]             |
| ۱۹۷۹      | اتحاد جماهیر شوروی         | جمهوری دموکراتیک افغانستان | نیروی دریایی و زمین  | ناموفق   | [ ۲ ] [ ۳ ] [ ۴ ] |
| ۱۹۹۲–۱۹۹۶ | طالبان                     | دولت اسلامی افغانستان      | نیروی دریایی و زمین  | موفق     | [ ۵ ] [ ۶ ]       |
| ۲۰۰۱      | ائتلاف شمال و ایالات متحده | امارت اسلامی افغانستان     | نیروی دریایی و زمین  | موفق     | [ ۷ ] [ ۸ ]       |
| ۲۰۲۱      | طالبان                     | جمهوری اسلامی افغانستان    | هوا و زمین           | موفق     | [ ۹ ] [ ۱۰ ]      |